# Dirk van der Aa
Dirk van der Aa (pokřtěn 1. března 1731, Haag jako Theodorus van der Ha – 23. února 1809, Haag) byl nizozemský rokokový malíř, známý svými alegorickými malbami.

## Životopis
V roce 1755 se stal členem haagského Cechu svatého Lukáše a žákem Johanna Heinricha Kellera. Později se učil u malíře kočárů Gerarda Mese, s nímž založil společnou dílnu; specializovali se na monochromní dekorativní malby, výzdobu krbů a tapety. Van der Aa kombinoval vkusnou kompozici se sebevědomou kresbou, a jeho malby dětí poukazují na vliv tehdejších francouzských umělců, jejichž díla mohl zkoumat během svých studijních pobytů v Paříži. U příležitosti návštěvy Viléma V. v Haagu v roce 1768 navrhl Van der Aa konstrukci slavobrány. Byl vedoucím haagské nadace Renswoude až do své smrti 23. února 1809. Jeho umělecká pozůstalost pak byla vydražena v Haagu 25. července. Jeho žáky byli jeho synovec Jacob van der Aa, Evert Morel, Cornelis Kuipers, Johan Christiaan Roedig či Andries van der Aa.

## Galerie

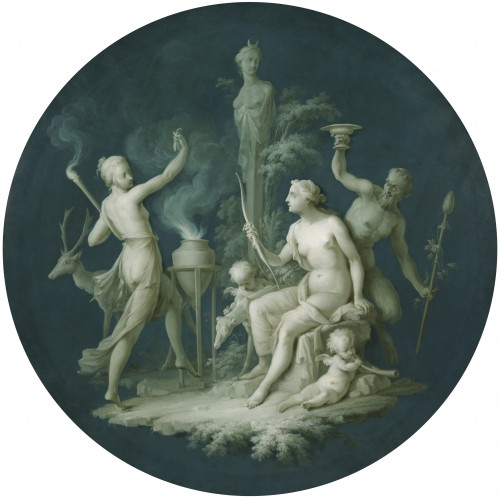
Diana v krajině v doprovodu tančících postav
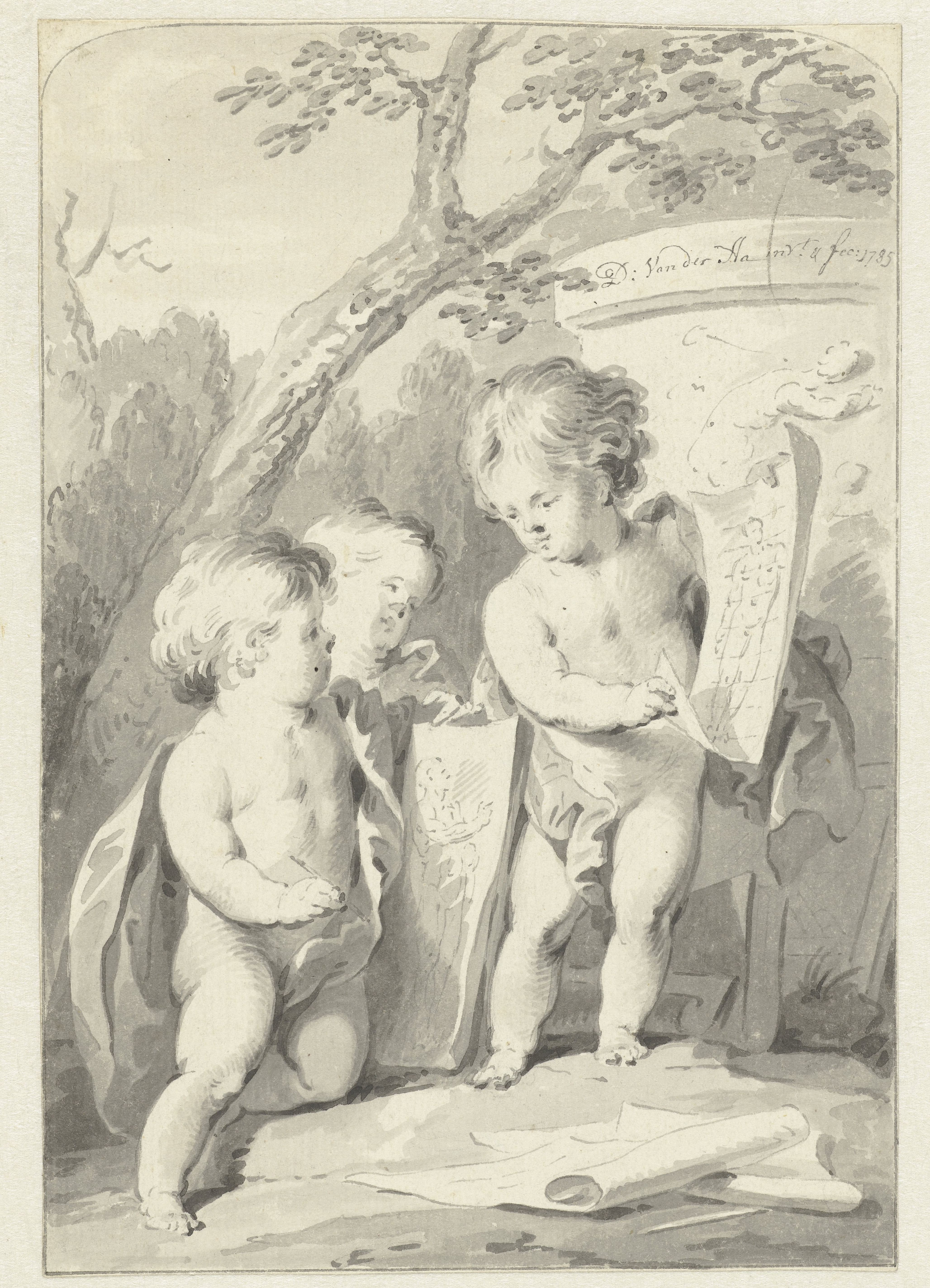
Allegorie op de Tekenkunst (alegorie umění kresby)
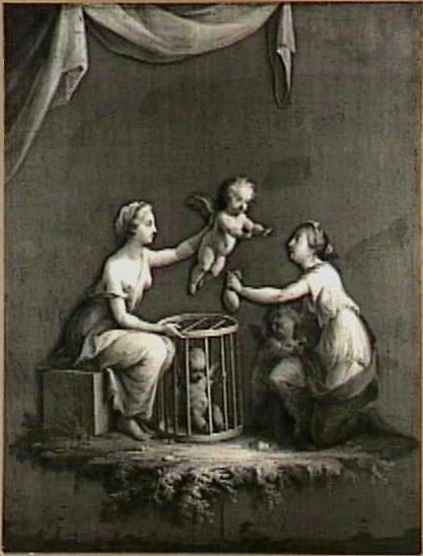
De verkoop van Cupido's (Prodejkyně Cupida)
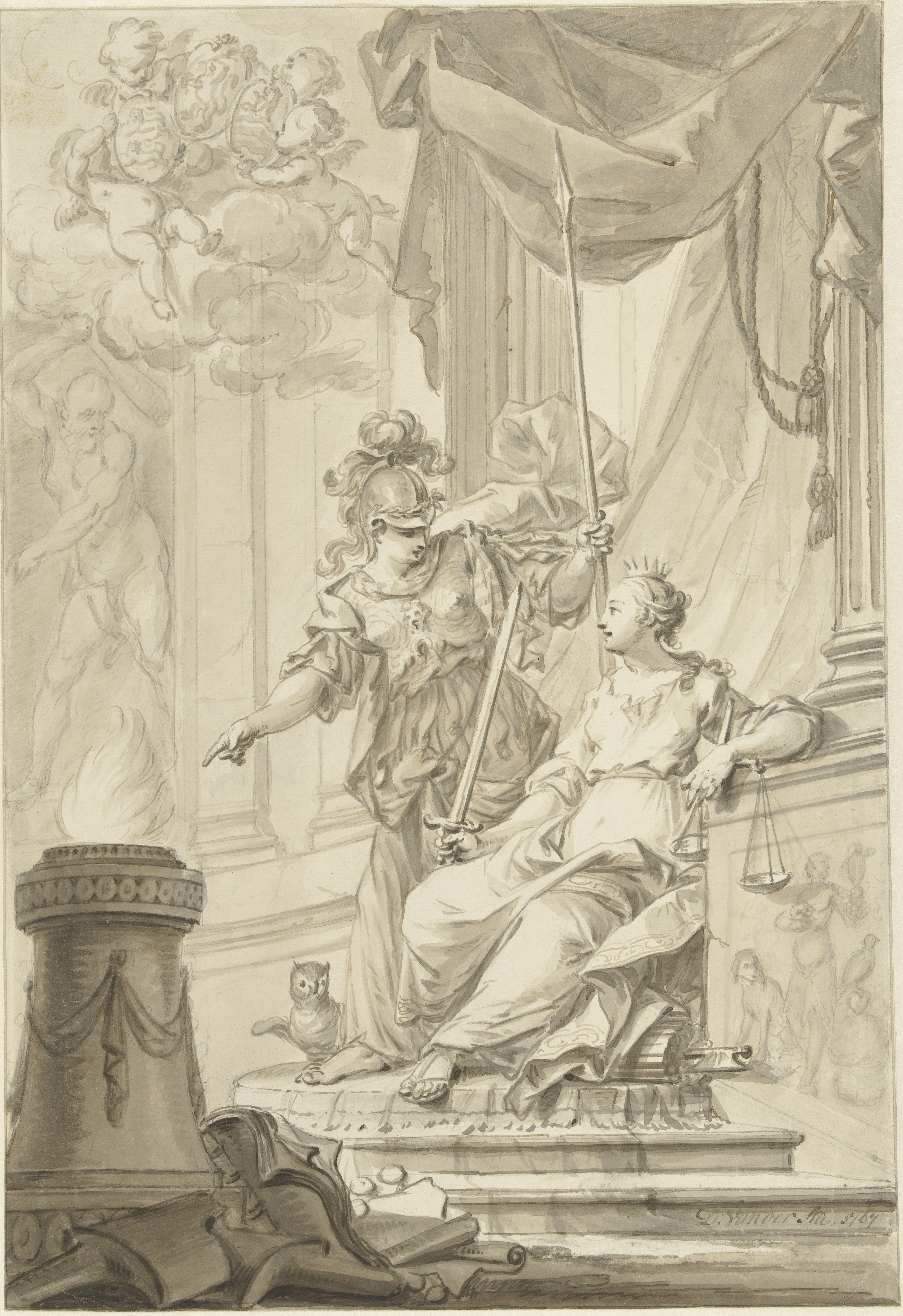
Pallas en de Gerechtigheid (Pallas Athéna a spravedlnost)
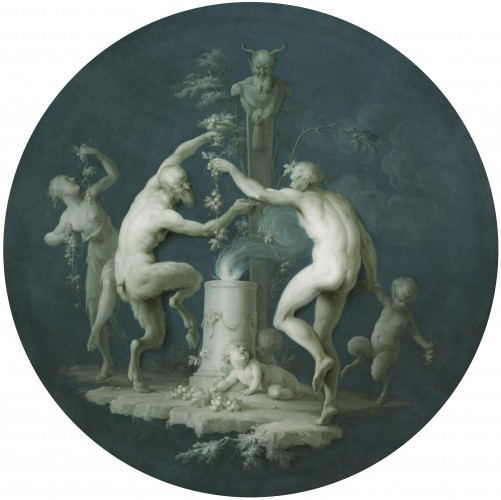
Satyrové a fauni tančí před svatyní